# Szybka (Czołówek)
Szybka – część wsi Czołówek w Polsce, położona w województwie kujawsko-pomorskim, w powiecie radziejowskim, w gminie Radziejów.
W latach 1975–1998 Szybka administracyjnie należała do województwa włocławskiego.